# Uppsala akademiska kammarkör
Uppsala akademiska kammarkör (UAK) är en blandad kör med anknytning till Uppsala universitet.

## Historia
Kören grundades 1957 av Folke Bohlin tillsammans med Eric Ericson på Norrlands nation som Norrlandskören, men var öppen för sångare från alla studentnationer i Uppsala. 
Kören lämnade nationen 1964 och tog sitt nuvarande namn. Kören har gjort sig känd för att sjunga både äldre och nyare musik, och inte sällan uruppfört musik av svenska och nordiska kompositörer. Under 2009 uruppfördes till exempel Jaakko Mäntyjärvis Stuttgarter Psalmen och 2010 Sven-David Sandströms Messiah. Ett antal turnéer har genomförts, såväl inom Sverige som i Europa och USA.

## Dirigenter
- 1957–1961 Eric Ericson
- 1961–1974 Dan-Olof Stenlund
- 1974–1983 Anders Eby
- 1983–2023 Stefan Parkman
- 2023–         Rebecka Gustafsson

## Diskografi
- Uppsala Akademiska Kammarkör. Med Dan-Olof Stenlund. ARR (2). 1969[1]
- Sveriges Vackraste Körlyrik. Telestar. 1971[1]
- Uppsala Akademiska Kammarkör, KFUM:s Kammarkör, Dan-Olof Stenlund. Caprice records. 1976[1]
- Figure Humaine ; Messe En Sol Majeur ; Quatre Petites Prieres De Saint François D'Assise. Erato. 1977[1]
- Laudate ! - Musik Från Stormaktstiden Ur Dübensamlingen. Med Drottningholms Barockensemble och Anders Eby. Proprius. 1978[1]
- Joseph Martin Kraus: Sorgemusik över Gustaf III. Musica Sveciae. 1988
- Stemning. Musica Sveciae. 1988
- Alfred Schnittke: Requiem. BIS. 1990
- En stjärna gick på himlen fram. Vanguard Classics. 1995
- Swedish a cappella. Chandos Records. 1996
- Paradiso, Swedish a cappella 2. Chandos Records. 1997
- Laudi, Swedish a cappella 3. Chandos Records. 1998
- 3 Psalms. Footprint Records. 2012
- Sacred treasures. Footprint Records. 2020[1]